# Șceniiv, Cerneahiv
Șceniiv (în ucraineană Щеніїв) este un sat în comuna Zabriddea din raionul Cerneahiv, regiunea Jîtomîr, Ucraina.

## Demografie
Componența lingvistică a localității Șceniiv
     Ucraineană (100%)
Conform recensământului din 2001, toată populația localității Șceniiv era vorbitoare de ucraineană (100%).